# 佐伯市指定文化財一覧
佐伯市指定文化財一覧（さいきししていぶんかざいいちらん）は、大分県佐伯市が指定（または登録、選択、選定）した文化財の一覧である。

## 有形文化財
- 櫛描文壺形土器（佐伯若宮）
- 石幢（佐伯石打）
- 矢野龍渓自筆書幅（佐伯市教委）
- 御城下分見明細図絵（佐伯市教委）
- 旧坂本家住宅（佐伯城下東町）
- 石躰神社鳥居（上浦蒲戸）
- 石躰神社石灯籠（上浦蒲戸）
- 愛宕神社鳥居（上浦蒲戸）
- 愛宕神社石灯籠（上浦蒲戸）
- 津井夏井浦論地出入裁許申渡書（上浦夏井）
- 瀬界神社石灯籠（上浦津井）
- 浅海井浦地目付起請文前書（上浦浅海井）
- 浅海井浦那部戸漁人連印差上申（上浦浅海井）
- 宗門及び庄屋往来手形（上浦浅海井）
- 瀧三柱神社鳥居（上浦浅海井）
- 瀧三柱神社石灯籠（上浦浅海井）
- 毛利高政書状（上浦浅海井）
- 御役目記録及び御納経（上浦浅海井浦）
- 年貢皆済二付御褒美下置覚（上浦浪太）
- 大山積神社石灯籠（上浦浪太）
- ときは井堤の記（弥生門田）
- 常磐渠記（弥生門田）
- 常磐渠記碑（弥生細田）
- 出納家文書（弥生地区公民館）
- 上小倉横穴古墳出土品（弥生上小倉）
- 小林九左衛門の佩刀（弥生上小倉）
- 鰐口（弥生提内）
- 御年貢免相下札（弥生山梨子）
- 御年貢上納通（控）（弥生上小倉）
- 御順道御絵図（弥生上小倉）
- 小林九左衛門の廟（弥生井崎）
- 金馬橋碑（弥生大坂本）
- 西運寺山門（弥生井崎）
- 観音庵宝篋印塔群（弥生尺間）
- 宝篋印塔（弥生提内）
- ガラス写真原板（弥生床木）
- 佐伯領内図（弥生井崎）
- 宝塔（弥生平井）
- 板碑（弥生山梨子）
- 板碑（弥生床木）
- 重制石幢（六地蔵）（弥生床木）
- 五輪塔（弥生門田）
- 五条文書（三点）（弥生大坂本）
- 戊申溜池築造関係資料（弥生細田）
- 須平庚申塔（瓦製）（弥生門田）
- 西運寺仏涅槃図（弥生井崎）
- 宇藤木橋（弥生尺間）
- 床木柿ノ木石幢（六地蔵）（弥生床木）
- 床木光林庵十三仏（弥生床木）
- 洞明寺文殊菩薩像（弥生江良）
- 堂ノ間の宝塔（本匠堂ノ間）
- 堂ノ間の石幢（本匠堂ノ間）
- 長楽庵の薬師如来像（本匠上津川）
- 番ノ原の宝塔（本匠小川）
- 猿谷の石風呂（本匠上津川）
- 河野家文書（本匠笠掛）
- 上爪板碑（宇目上爪）
- 崇圓寺宝篋印塔（宇目酒利）
- 楢野木五輪塔群（宇目楢野木）
- 上津小野石幢（宇目上津小野）
- 上津小野宝塔（宇目上津小野）
- 田原石幢（宇目田原）
- 河内石幢（宇目河内）
- 河内笠地蔵（宇目河内）
- 宮野観音（宇目宮野）
- 宇目型宝篋印塔（宇目重岡）
- 市園道祖神（宇目市園）
- 長昌寺五輪塔（宇目重岡）
- 市園吉祥寺無縫塔（宇目重岡）
- 中江笠塔婆（宇目重岡）
- 塩見大師庵延命地蔵（宇目塩見）
- 花木五輪塔（宇目花木）
- 見明今立板碑（宇目上爪）
- 松河内三車塔（宇目河内）
- 松河内宝塔（宇目河内）
- 神田弓場宝篋印塔（宇目河内）
- 豊藤宝光庵血盆塔（宇目豊藤）
- 河尻補陀羅院延命地蔵（宇目河尻）
- 田原常敬寺宝塔（宇目田原）
- 大道庵薬師如来・十二神将（宇目木浦内）
- 木浦山神社本殿（宇目木浦鉱山）
- 長徳寺宝篋印塔（宇目上小野市）
- 重岡愛宕山聖観音（宇目重岡）
- 松河内石幢（宇目河内）
- 悪所内熊野神社懸仏（宇目西山）
- 神内釈迦堂石幢（直川赤木）
- 栗林正明寺跡層塔（直川赤木）
- 転輪山浄光寺跡の宝塔と宝篋印塔（直川赤木）
- 寺ノ迫天山源光寺跡五輪塔（直川赤木）
- 海潮山観音寺跡の宝篋印塔（直川赤木）
- 吹原石幢（笠地蔵）と五輪塔（直川赤木）
- 神明山地蔵院層塔並宝篋印塔（直川赤木）
- 功休庵跡宝塔と宝篋印塔（直川赤木）
- 木ノ原古戦場千人塚（直川赤木）
- 標柱「従是東佐伯領」（直川横川）
- 愛宕山の石塔婆（直川横川）
- 大乗妙典一石一字漸写塔（直川上直見）
- 稲荷神社の宝塔と板碑（直川下直見）
- 石工　平兵衛之墓（直川下直見）
- 黒岩の美女墓と位牌（直川横川）
- 青柳の経王塔（直川仁田原）
- 正定禅寺の鐘楼（直川仁田原）
- 月形の鴟尾神社社殿（直川横川）
- 千又の愛宕神社社殿（直川下直見）
- 常得山心光寺跡の阿弥陀如来仏像（直川赤木）
- 赤木村大庄屋の御用日記（直川赤木）
- 十一面観音菩薩立像（鶴見沖松浦）
- 刻板（鶴見沖松浦）
- 一石五輪塔（鶴見帆波浦）
- 羽出浦天満社天井絵 絵馬（鶴見羽出浦）
- 羽出浦天満社絵馬（鶴見羽出浦）
- 高標書「山号額」（米水津浦代浦）
- 十一面観音縁起の刻文（米水津浦代浦）
- 成松文書（千葉県）
- 中ノ鼻宝篋印塔（米水津色利浦）
- 立岩神社額「権現宮」（米水津色利浦）
- 木造阿弥陀如来坐像（米水津宮野浦）
- 木造不動明王坐像（米水津宮野浦）
- 木造魚籃観音像（米水津宮野浦）
- 木造薬師如来坐像（米水津宮野浦）
- 木造聖観音菩薩立像（米水津竹野浦）
- 木造地蔵菩薩立像（米水津竹野浦）
- 木造十一面観音菩薩立像（米水津浦代浦）
- 御手洗家文書（米水津竹野浦）
- 天保四年 改正郷村明細帳（米水津浦代浦）
- 小浦地区「上納覚日記」及び「役本諸上納覚帳」（米水津地区公民館）
- 清水庵の観音像（蒲江畑野浦）
- 清水庵の五輪塔群（蒲江畑野浦）
- 京塚の庚申塔群（蒲江畑野浦）
- 黒木家の石殿（蒲江畑野浦）
- 臨江庵の八十八体仏（蒲江楠本浦）
- 石斧（蒲江畑野浦）
- 楠本の庄屋古文書（蒲江楠本浦）
- 長瀬家五輪塔群（蒲江竹野浦）
- 浦之迫の古塔群（蒲江丸市尾浦）
- 葛原の宝篋印塔（蒲江葛原浦）

## 有形民俗文化財
- 庚申塔（佐伯西野）
- 庚申塔群（上浦長田）
- 鯨の墓（上浦浅海井）
- 螽蝗衆蟲供養塔（弥生大坂本）
- 佐伯和紙製造器具（弥生上小倉）
- 上中江観音堂庚申塔群（宇目上中江）
- 河内四国八十八か所石造弘法大師坐像（宇目河内）
- 通山庚申塔（宇目酒利）
- 河尻登尾庚申塔（宇目河尻）
- 桑の原三十三観音石像（宇目柳瀬）
- 舞楽面（宇目岩崎）
- 八幡河原庚申塔群（宇目豊藤）

## 無形民俗文化財
- とんど焼（上浦夏井）
- 佐伯和紙製造（弥生上小倉）
- 小半の扇子踊り・団七踊り（本匠小半）
- 墨つけ祭（宇目木浦鉱山）
- 田原獅子（宇目田原）
- 宇目神楽（宇目田原）
- 重岡獅子（宇目重岡）
- 重岡岩戸神楽（宇目酒利）
- 荒川流河尻杖（宇目河尻）
- 酒利獅子（宇目酒利）
- 上津小野獅子（宇目上津小野）
- 釘戸白熊（宇目釘戸）
- 中津留楽（宇目中津留）
- 落水的はり祭（宇目落水）
- 風流杖踊り（直川赤木）

## 史跡
- 安井（佐伯城下西町）
- 東島古墳石棺（佐伯荒網代東）
- 上小倉横穴古墳群（弥生上小倉）
- 栂牟礼城跡（弥生井崎・小田・上小倉）
- 出納藤左衛門墓（弥生江良）
- 因尾砦跡（本匠井ノ上）
- 聖嶽洞穴（本匠宇津々）
- 柳井館跡（本匠因尾）
- 三国峠（本匠山部）
- 寺屋敷跡（本匠風戸）
- 田野磨崖仏（宇目田野）
- 木浦千人間歩（宇目木浦鉱山）
- 木浦女郎の墓（宇目木浦鉱山）
- 朝日嶽城跡（宇目塩見）
- 蔵小野砦跡（宇目蔵小野）
- キリシタン不動（宇目長渕）
- 西南戦役古戦場陸地峠（直川仁田原）
- 用来城趾（直川仁田原）
- 霊場八十八ヶ所（鶴見地松浦）
- 丹賀砲台跡（鶴見丹賀浦）
- 御手洗家墓地（米水津竹野浦）
- 西南の役津島畑古戦場（蒲江葛原浦）
- 仙崎砲台跡（蒲江西野浦）

## 名勝
- 豊後二見ヶ浦（上浦浅海井浦）
- 銚子八景（本匠小川）
- 蓮光寺湧水（宇目木浦鉱山）
- 滝内渓谷（蒲江丸市尾浦）
- 宇土崎洞門（蒲江波当津浦）
- 洲崎（蒲江西野浦）

## 天然記念物
- 大宮八幡神社の自然林（佐伯大宮）
- 暁嵐の瀧（上浦浅海井）
- ホウライジャク（本匠小半）
- 蝙蝠穴（本匠風戸）
- 柳瀬大イチョウ（宇目田原）
- 栗林のいぬつげ（直川赤木）
- 吹原の金木犀（直川赤木）
- 細川内のねずみもち（直川仁田原）
- 黒沢の柞ノ木（直川仁田原）
- 後持の子鹿ノ木（直川横川）
- 保食神社のいちいがし（直川横川）
- 御嶽神社の大杉（直川上直見）
- 久留須の霧島つつじ（直川赤木）
- 小学校のヤマモモ（直川上直見）
- 肘切神社の一つ葉（直川上直見）
- 竹林山観音庵のナギ（直川上直見）
- 沖ノ津留の柿の木（直川上直見）
- 愛宕将軍延命地蔵庵の椿（直川下直見）
- イスノキ（鶴見地松浦）
- スダジイ（鶴見沖松浦）
- 養福寺の大イチョウ（米水津浦代浦）
- 東林庵のアコウ（米水津小浦）
- 田鶴音防風林（米水津浦代浦）
- 西河神社のムク（蒲江畑野浦）
- 早吸日女神社のクロガネモチ（蒲江西野浦）
- 河内田のアコウ（蒲江蒲江浦）
- 洲の鼻の海浜植物群落（蒲江屋形島）
- 弁天島天満社々叢（蒲江猪串浦）
- 天満社のクス（蒲江葛原浦）